# سالن والیبال آزادی
سالن والیبال آزادی که همچنین با نام سالن فدراسیون والیبال نیز شناخته می شود  از سالن‌های ورزشی سرپوشیدهٔ شهر تهران است. این سالن با گنجایش ۳۰۰۰ نفر بخشی از ۵ سالن مجتمع در مجموعه ورزشی آزادی است.
این تالار با مساحت ۴۵۰۰ متر مربع و ابعاد ۷۲ × ۴۴ متر و گنجایشی نزدیک ۳۰۰۰ نفر در بخش جنوب شرقی مجتمع پنج سالن جای گرفته است و دارای جایگاه ویژه میهمانان، خبرنگاران، اتاق‌های داوران، کلاس‌های آموزشی، رختکن ورزشکاران، تونل ورودی ورزشکاران و تماشاچیان و واحدهای صدا، برق و نمایشگر است. در سمت جنوبی این تالار نیز دو زمین والیبال ساحلی  ساخته شده است.